# Мая (зоря)
Координати:  03г 45м 49.607с, +24° 22′ 03.895″
Мая або Майя, також 20 Тельця (лат. Maia, 20 Tau) — блакитний гігант спектрального класу B8III, що розташована у зоряному скупченні Стожари, у сузір'ї Тельця. Це хімічно пекулярна, ртутно-манганова зоря.
За своєю яскравістю Мая четверта в Стожарах  (після Альціони, Атласа та Електри). Її назва походить із грецької від Μαῖα. У грецькій міфології Мая була однією з семи дочок богів Атласа та Плейони. Зорі з відповідними назвами розташовані у тому ж скупченні.

## Огляд
Видима величина Маї становить 3,871m, тому побачити неозброєним оком можна лише на досить темному нічному небі. Її повна  (болометрична) світність у 660 разів більша за сонячну, що дає оцінку її радіуса близько
5,5 сонячного та оцінку маси, яка більша за сонячну масу майже вчетверо. Розміри, маса та те, що максимум випромінювання припадає на ультрафіолетову ділянку спектру, свідчать, що зоря належить до блакитних гігантів. Мая належить до групи зір, оточених туманністю Мая (також відома як NGC 1432), — це яскрава відбивна туманність, що розташована в межах розсіяного скупчення Плеяди.
Отто Струве вважав, що Мая є змінною зорею, але згодом було встановлено, що ніяких суттєвих змін її блиску не спостерігається.

## Міфологія

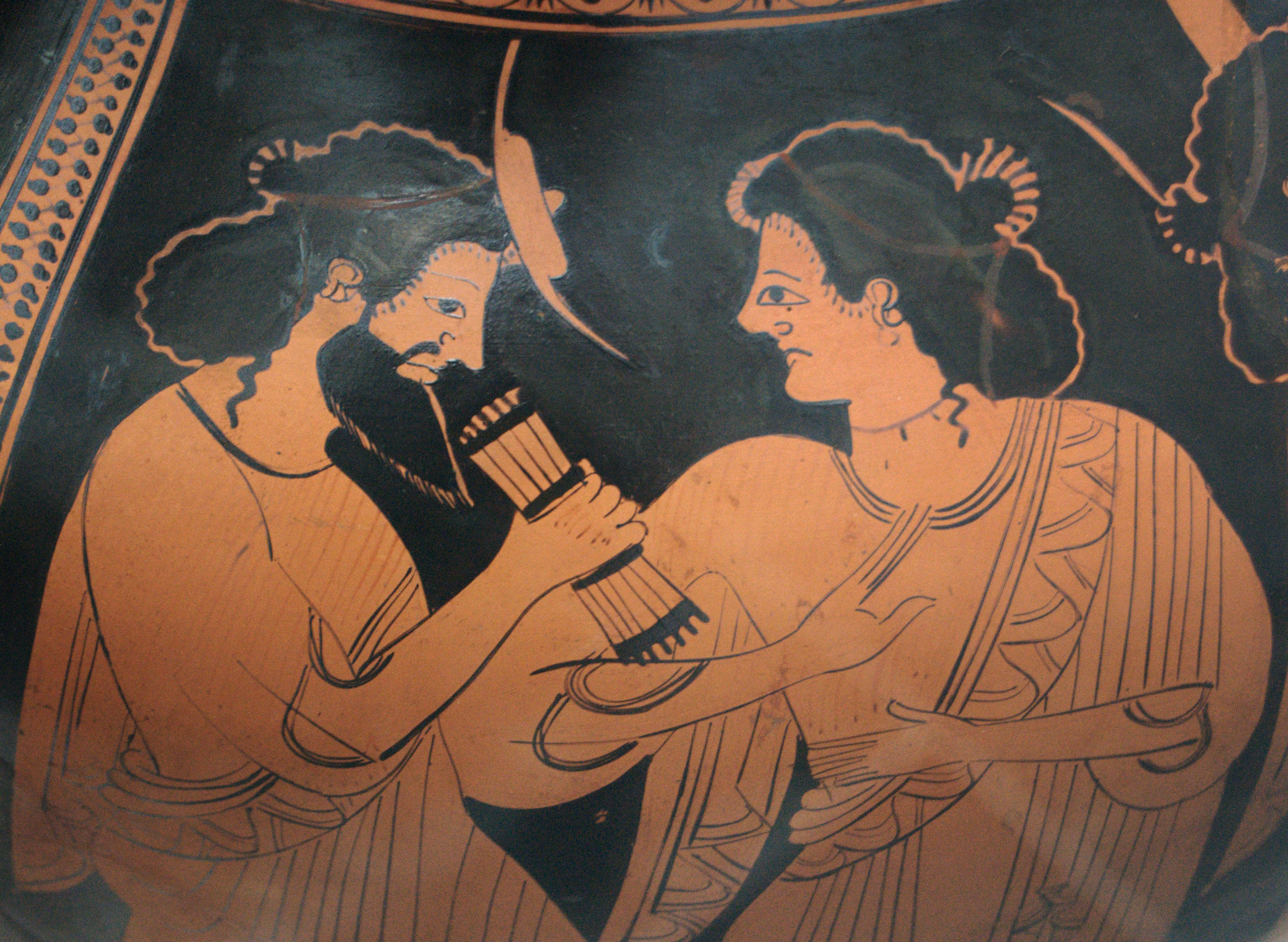
Зустріч богів на Олімпі: Гермес зі своєю матір'ю, Маєю.

Мая була найстаршою серед семи сестер, відомих як Плеяди. Її зґвалтував Зевс і вона понесла від нього сина Гермеса, який потім став богом-провісником. Плеяди добре видно на нічному небі поряд з Оріоном. Грецькі міфи повідомляють, що Мая та її сестри зазнали переслідувань цього велетенського мисливця й перетворилися на голубок, щоб урятуватися від нього.